# Leonel Moreira
Leonel Gerardo Moreira Ledezma (Heredia, 2 de abril de 1990) é um futebolista costarriquenho que atua como goleiro. Atualmente defende o Alajuelense.